# 방울다다기
방울다다기 혹은 방울다다기양배추는 브라시카 올레라케아의 재배품종으로, 겜미페라 그룹에 속한다.